# 베이스 터널

여러 유형의 터널, 1번이 베이스 터널이다.

베이스 터널(Base tunnel)은 터널 건설 유형의 한 종류로 주로 철도 터널로 산길의 기슭을 통해 건설된다. 이러한 유형의 터널은 일반적으로 거의 동일한 고도에 있는 두 개의 계곡을 연결한다.

## 개요
원래 산악 지형을 통과하는 기존 철도 노선이 건설될 때 기술적인 한계와 비용으로 인해 터널링을 최소화하려고 했다. 때문에 길고 가파른 경사와 많은 곡선 또는 나선형이 필요했다. 터널은 일반적으로 짧고 산 위로 훨씬 높았다. 이러한 터널은 때로 정상 터널이라고도 하며, 특히 동일한 산괴를 관통하는 기저부(베이스) 터널이 있는 경우에 더욱 그러한 이름이 붙었다.
베이스 터널은 반대 접근 방식을 취하며, 터널은 더 길지만, 총 이동 거리가 더 짧아지는 결과를 가져온다. 기울기와 곡선을 최소화하거나 제거하여 더 빠른 속도와 더 낮은 에너지 비용을 가능하게 한다.

## 주요 터널

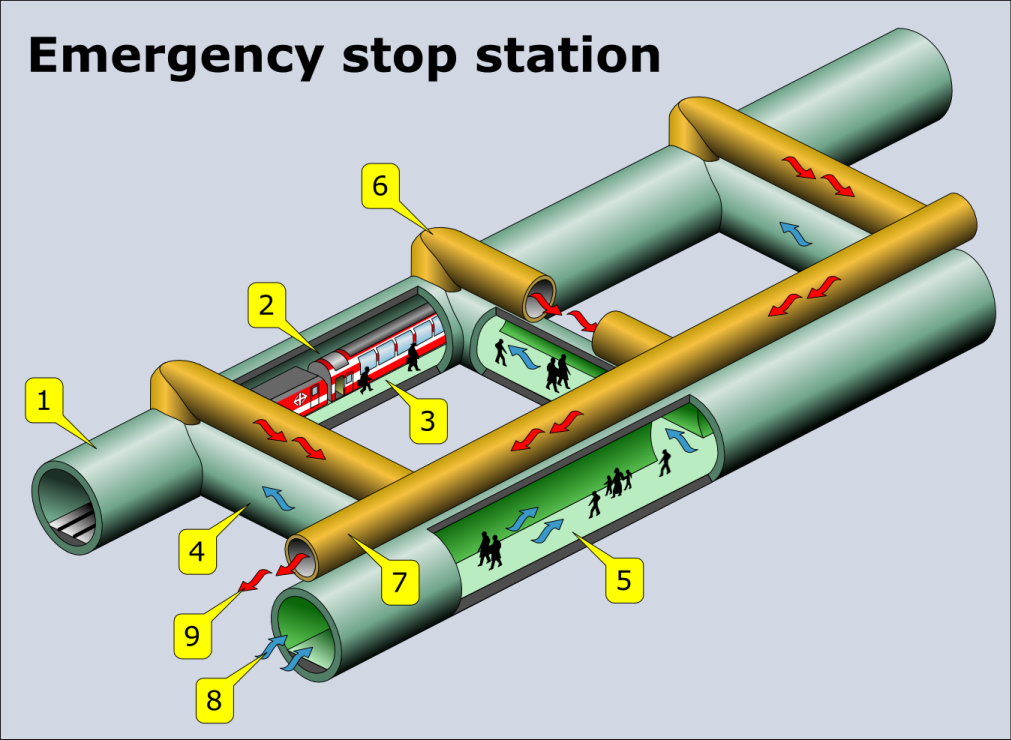
유럽의 일반 기본 터널 건설 방법의 개략도; 비상시 대피할 수 있도록 수백 미터마다 두 개의 튜브가 연결되어 있다.
[이미지는 세계에서 가장 긴 철도 터널인 베이스 터널 고타르트의 대피소를 보여준다 – 57 km ]

베이스 터널로 건설된 주요 터널에는 다음과 같은 것들이 있다.
- 고트하르트 베이스 터널 (57.1km, 2016), 스위스
- 뢰치베르크 베이스 터널 (34.6km, 2007), 스위스
- 치머베르크 베이스 터널 (20km, 2003년), 스위스
- 심플론 터널 (19.8 km, 1906/1921)
- 아펜니노 베이스 터널 (18.5km, 1934년), 이탈리아
- 체네리 베이스 터널 (15.4km, 2020), 스위스
- 푸르카 베이스 터널 (15.4km, 1982), 스위스
- 드레스덴 프라하 고속철도 노선의 일부인 광석 산악 베이스 터널

### 건설 또는 계획
- 파야레스 베이스 터널 (24.7 km, 2023년 개방 예정), 스페인
- 브레너 베이스 터널 (55km, 2025년 계획 ), 오스트리아 및 이탈리아
- 발리코 터널 (27 km, 2025년 계획), 이탈리아

- 코랄름 터널 (32.9km, 2026 ), 오스트리아
- 제머링 베이스 터널 (27.3 km, 2027년 계획), 오스트리아
- 몽덩방 베이스 터널 (57km, 2032년 계획), 프랑스 및 이탈리아

캘리포니아 고속철도 시스템의 일부로 샌가브리엘 산맥을 통과하는 베이스 터널이 제안되었다.